# Acidente do Jetstream da East Coast Aviation Services em 2000
Em 21 de maio de 2000, um British Aerospace BAe-3101 Jetstream 3101 operado pela East Coast Aviation Services colidiu com terreno montanhoso no Município de Bear Creek, Wilkes-Barre, Pensilvânia, Estados Unidos. O avião transportava 17 jogadores profissionais voltando para casa do Caesar's Palace Casino em Atlantic City, Nova Jérsia junto com 2 membros da tripulação. Foi fretado pelo Caesars Atlantic City. Todos os 19 ocupantes a bordo morreram instantaneamente.
Uma investigação foi conduzida pelo Conselho Nacional de Segurança nos Transportes. Foi descoberto que enquanto a aeronave se aproximava do Aeroporto Internacional de Atlantic City, ficou sem combustível. A investigação também descobriu que a tripulação deveria reabastecer a aeronave com um total de 180 galões de combustível. Em vez disso, eles recarregaram com 90 galões.
Embora o relatório final conclua que o esgotamento do combustível foi a causa do acidente, não foi recebido calorosamente por alguns parentes das vítimas. Vários deles entraram com ações judiciais contra a Executive Airlines (East Coast Aviation Services) e a British Aerospace. O presidente-executivo da Executive Airlines, Michael Peragine, questionou o relatório do NTSB, alegando que ele rejeitou vários outros fatores que poderiam ter sido benéficos para a investigação.

## Aeronave e tripulação
O avião envolvido no acidente era um British Aerospace Jetstream 3101, registrado como N16EJ. Foi entregue pela British Aerospace em 1988 como N851JS. A Executive Airlines comprou o avião em 28 de outubro de 1996, da Fairchild Aircraft. Seu prefixo foi alterado para N16EJ em setembro de 1997. A primeira operação do avião foi em dezembro de 1997. Na época do acidente, o avião tinha acumulado um total de 18.503 ciclos, totalizando 13.972 horas de voo.
Foi descoberto que o avião havia se envolvido em vários incidentes antes do acidente. Em 1989, o avião foi substancialmente danificado após sair da pista e colidir com o terreno após uma decolagem abortada. Em 1991, o avião teve um incêndio no motor.
O piloto em comando era o primeiro oficial Gregory MacVicar, de 38 anos. No momento do acidente, ele tinha acumulado 1.282 horas de voo, das quais cerca de 742 horas no Jetstream 3101. Ele ingressou na Executive Airlines em 9 de novembro de 1998.
O piloto de monitoramento era o capitão Cam Basat, de 34 anos. Ele ingressou na Executive Airlines em 1998 como piloto de meio período. Na época, ele era piloto em tempo integral da Atlantic Coast Airlines. No momento do acidente, o capitão havia acumulado cerca de 8.500 horas de voo, incluindo cerca de 1.874 horas como piloto em comando no Jetstream.

## Acidente
A tripulação inicialmente deveria pegar um voo de Farmingdale, Nova Iorque para Atlantic City, Nova Jérsia, às 09:00 horas. No entanto, a tripulação mais tarde recebeu um telefonema do proprietário e CEO da Executive Airlines detalhando que eles haviam recebido outro voo para Wilkes-Barre, com um voo de volta para Atlantic City no final do dia. Noventa galões de combustível foram adicionados à aeronave, que partiu para Farmingdale às 9:21, horário local, com 12 passageiros a bordo, sob o comando do Capitão Cam Basat. Ele chegou ao Aeroporto Internacional de Atlantic City às 09:49.
A segunda etapa do voo foi de Atlantic City para Wilkes-Barre. Este segmento de voo foi pilotado pela mesma tripulação, com o primeiro oficial Gregory MacVicar como piloto em comando. Não houve nenhum reabastecimento neste segmento de voo. O avião partiu de Atlantic City às 10:30 com 17 passageiros a bordo. Foi autorizado a voar a 5.000 pés acima do nível do mar.
Conforme o voo se aproximava de Wilkes-Barre, a tripulação estabeleceu contato com o controlador de aproximação para liberação, que foi concedida. A tripulação recebeu um vetor de radar para uma aproximação ILS. Sua primeira tentativa de pousar, no entanto, não foi bem-sucedida. A tripulação executou uma aproximação frustrada e iniciou uma segunda aproximação com outro vetor de radar ILS.

### Falha no motor e queda
Às 11:23, a tripulação declarou emergência e indicou que havia uma "falha no motor". A tripulação recebeu mais um vetor de radar do controle de tráfego aéreo. Às 11:25, enquanto a aeronave descia a 3.000 pés, o controlador avisou que a altitude mínima de vetorização (MVA) era de 3.300 pés dentro do setor.
O controlador também leu as condições meteorológicas nas proximidades e informou a tripulação sobre a localização das rodovias próximas, sugerindo que eles poderiam fazer um pouso de emergência. A tripulação recusou e pediu um vetor de radar para o aeroporto. Conforme o vetor do radar foi entregue à tripulação, o avião desapareceu da tela do radar. As comunicações entre a tripulação e o controlador, entretanto, continuaram.
Às 11:27, a tripulação relatou que havia "recuperado o motor esquerdo agora" e o contato do radar foi restabelecido. No entanto, alguns segundos depois, a tripulação relatou que havia perdido os dois motores. O controlador informou a eles que a Pennsylvania Turnpike estava logo abaixo deles e solicitou que eles "avisassem [torre] se você pode pegar seus motores de volta". Não houve mais contato por rádio.
As equipes de emergência foram notificadas às 11:30 e começaram a procurar o local do acidente. Os destroços foram encontrados às 12:45, horário local. Não houve sobreviventes. Em resposta ao acidente, o corpo de bombeiros do aeroporto foi transformado em um acampamento improvisado para os familiares das vítimas.

## Investigação

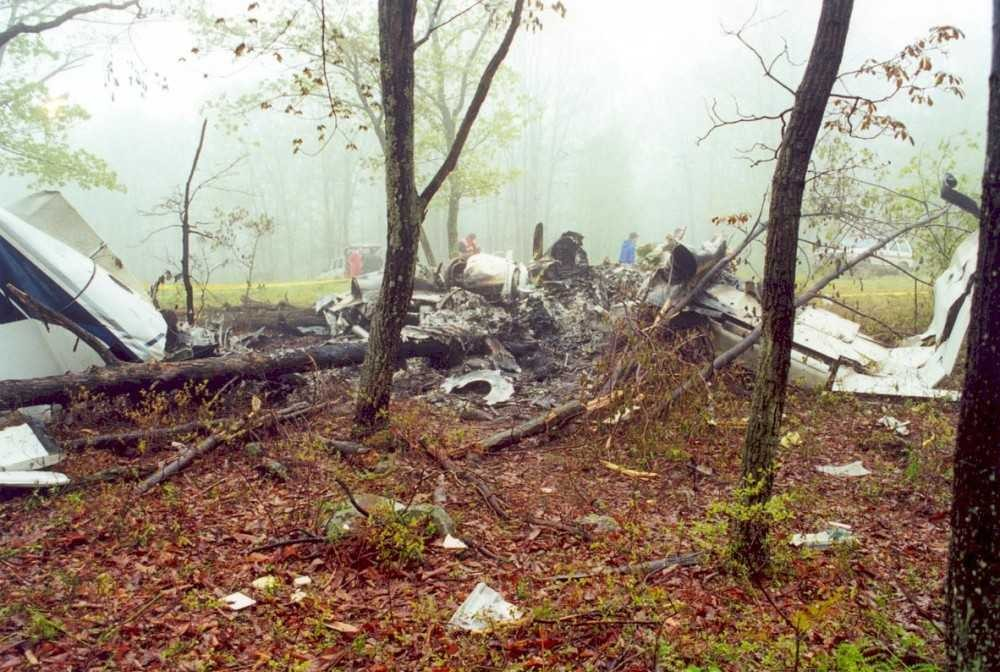
O local do acidente indicou que havia "dano mínimo de fogo" à vegetação circundante, levando a suspeita de que o avião podia estar com pouco combustível

A gravação da torre de controle mostrou que enquanto o avião se aproximava de Scranton, a tripulação a bordo transmitiu a mensagem de que ocorrera uma falha no motor a bordo. O NTSB suspeitou que o esgotamento do combustível pode ter causado a falha. Isso foi provado pelo exame do local do acidente. O NTSB afirmou que, se o voo tivesse sido abastecido com combustível suficiente, a área queimada deveria ser maior do que o esperado. No caso deste voo, a área queimada foi concentrada em uma área pequena e compacta.
A análise das páginas de registro do avião e dos registros dos tripulantes indicou que cerca de 1.000 libras de combustível estavam a bordo do avião antes que os 600 libras (90 galões) fossem adicionados no dia do acidente. O NTSB revelou que a tripulação planejou adicionar mais 180 galões de combustível. De acordo com o NTSB, se a tripulação pretendia carregar 180 galões (cerca de 1.200 libras), era prática comum da indústria e da empresa pedir 90 galões de cada lado (o tanque esquerdo e o tanque direito). No entanto, devido a uma falha de comunicação, apenas 90 galões (600 libras) de combustível foram adicionados ao avião. A tripulação encomendou 90 galões de combustível, mas não especificou que deveria ser adicionado a ambos os tanques. Assim, foram adicionados apenas 90 galões de combustível, total confirmado pelo recibo do pedido de combustível, que provavelmente a tripulação não leu.
O capitão Basat e o primeiro oficial MacVicar completaram o relatório de carga. Eles afirmaram que o avião estava carregado com 2.400 libras de combustível quando partiu de Farmingdale. Na realidade, havia apenas 1.600 libras de combustível a bordo, 800 libras a menos do que o planejado. Cálculos do NTSB revelaram que se o avião estivesse carregado com 2.400 libras de combustível, a tripulação não teria que reabastecer em Atlantic City.
Como a tripulação acreditava que havia combustível suficiente a bordo, eles aparentemente ignoraram as luzes indicadoras de baixa quantidade de combustível que deveriam ter alertado sobre a falta de combustível. No entanto, o NTSB afirmou que essas luzes podem ser facilmente "esquecidas".
Quando o avião ficou sem combustível, o motor direito parou de funcionar. Essa falha no motor certo fez com que o avião se desviasse de sua rota planejada. Embora os pilotos pudessem religar o motor, ele falhou novamente segundos depois, junto com o motor esquerdo. A baixa velocidade causou então a perda de controle do avião.
O relatório final do acidente foi publicado em 29 de agosto de 2002 e concluiu que a causa do acidente foi erro do piloto:
O Conselho Nacional de Segurança nos Transportes determina que a causa provável deste acidente foi a falha da tripulação em garantir o abastecimento adequado de combustível para o voo, o que levou à paralisação do motor direito por esgotamento de combustível e parada intermitente do motor esquerdo devido à falta de combustível. Contribuíram para o acidente a falha da tripulação em monitorar o estado de combustível do avião e a falha da tripulação em manter o controle direcional após a parada inicial do motor.